# MB8作戦
MB8作戦はイギリス軍が1940年11月に地中海で行った作戦である。地中海艦隊とH部隊の5隻の戦艦、2隻の空母、10隻の巡洋艦などが出撃した。この作戦は以下のようなものを含む。
- エジプトからギリシャへ向かうAN6船団
- アレクサンドリアからクレタ島スダ湾とマルタへ向かうMW3船団
- マルタからアレクサンドリアへ向かうME3船団
- エーゲ海からエジプトへ向かうAS5船団
- 地中海艦隊への増援とマルタへの兵員、物資輸送（コート作戦 Operation Coat）
- シチリア島の飛行場空襲（クラック作戦 Operation Crack）
- 軽巡洋艦2隻によるポートサイドからスダ湾への兵員輸送
- 軽巡洋艦オライオンによるポートサイドからギリシャへの空軍の人員などの輸送
- タラント空襲（ジャッジメント作戦 Opetation judgment）
- オトラント海峡での敵船団攻撃

参加部隊は
- A部隊：戦艦「ウォースパイト」、「マレーヤ」、空母「イラストリアス」、重巡洋艦「ヨーク」軽巡洋艦「グロスター」、駆逐艦「ハイペリオン」、「ハヴォック」、「ヒーロー」、「ヘレワード」、「ヘイスティ」、「アイレクス」、「デコイ」、「ディフェンダー」、「ヌビアン」、「モホーク」、「ジェーナス」、「ジュノー」、「ジャーヴィス」
- B部隊：軽巡洋艦「エイジャックス」、「シドニー」
- C部隊：軽巡洋艦「オライオン」
- D部隊：戦艦「ラミリーズ」、防空巡洋艦「コヴェントリー」、「カルカッタ」、駆逐艦「ヴァンパイア」、「ヴォイジャー」、「ウォーターヘン」、「デインティ」、「ダイアモンド」、「ライネック」、トローラー「キングストン・コーラル」、「Sindonis」掃海艇「アビンドン」
- F部隊：戦艦「バーラム」、重巡洋艦「ベリック」、軽巡洋艦「グラスゴー」、駆逐艦「グリフィン」、「グレイハウンド」、「ギャラント」、「フォークナー」、「フォーチュン」、「フュリー」
- H部隊：空母「アーク・ロイヤル」、軽巡洋艦「シェフィールド」、駆逐艦「ダンカン」、「アイシス」、「フォックスハウンド」、「フォレスター」、「ファイアドレイク」

この作戦のためジブラルタルからはH部隊が、アレクサンドリアからは地中海艦隊が出撃した。増援部隊と合流後、地中海艦隊の空母「イラストリアス」はタラント攻撃に向かい11日から12日の夜にイラストリアスから発進した攻撃隊はイタリアの戦艦3隻を撃破した。この攻撃後、軽巡洋艦「オライオン」、「シドニー」、駆逐艦「ヌビアン」、「モホーク」からなるX部隊がオトラント海峡へ派遣され、このX部隊は4隻の商船とその護衛の旧式水雷艇「ニコラ・ファブリッツィ(Nicola Fabrizi)」、仮装巡洋艦「ラム3世 (Ramb III)」からなるイタリア船団を発見、攻撃して商船4隻すべてを沈めた（オトラント海峡海戦）。